# Кшесінська Матильда Феліксівна
Мати́льда Фе́ліксівна Кшесінська (Марія-Матильда Адамівна-Феліксівна-Валеріївна Кшесіньска, пол. Matylda Maria Krzesińska; 19 [31] серпня 1872, Лігово (під Петербургом) — 6 грудня 1971, Париж) — російська балерина та викладачка польського походження, прима-балерина Маріїнського театру, заслужена артистка Його Величності Імператорських театрів.
Відома стосунками з членами Російського імператорського дому: в 1890—1894 роках зустрічалася з цесаревичем Миколою Олександровичем, потім з великими князями Сергієм Михайловичем та Андрієм Володимировичем. Емігрувала в 1920 році. В 1921 році одружилася з Андрієм Володимировичем, згодом отримавши титул княгині Красинської (1926), потім Світлійшої княгині Романовської-Красинської (1935).

## Біографія

### Родина
Народилася в родині артистів балету Маріїнского театру Фелікса Івановича Кшесінського (1823—1905 р.р.), що прибув до Петербурга з Варшави на початку 1850-х, і Юлії Домінської, вдови танцівника Леде (мала п'ятьох дітей від першого шлюбу). Сестра балерини Юлії Кшесінської («Кшесінська 1-а»; у шлюбі Зедделер, чоловік — барон Олександр Зедделер) і танцівника, балетмейстра Іосифа Кшесінського (1868—1942 р.р.), що помер під час блокади Ленінграду.
У 1890—1894 роках зустрічалася с цісаревичем Миколою Олександровичем (майбутнім імператором Миколою II); вважається, що стосунки скінчилися після заручин цісаревича з Алісою Гесенською (Олександрою Федорівною) у квітні 1894 року[неавторитетне джерело] (або до шлюбу Миколи з Гесенською). За оцінкою петербурзького історика, Лева Лур'є, це була прекрасна історія любовно-дружніх (а не любовно-пристрасних) стосунків, «що прикрашала юність государя Миколи II, і не плямувала його жодним чином, оскільки скінчилася до шлюбу з Алісою Гесенською і оскільки государ жодного разу їй не зрадив, так само, швидше за все, і государиня не зраджувала Миколі II».
Пізніше мало стосунки з великими князями Сергієм Михайловичем та Андрієм Володимировичем. 18 липня 1902 року у Стрєльні народила сина Володимир (у родині його називали «Вова»), що отримав за Височайшим указом від 15 жовтня 1911 року прізвище «Красінський» (за сімейними переказами, Кшесінські походили от графів Красінських), по-батькові «Сергійович» та стовбове дворянство.
30 січня 1921 року у Каннах в Архангело-Михайлівскій церкві вступила до морганатичного шлюбу з великим князем Андрієм Володимировичем, котрий всиновив її сина (той став Володимиром Андрійовичем). У 1925 році перейшла з католицтва у православ'я з іменем Марія.

30 листопада 1926 року Кирило Володимирович надав їй та її дітям титул і прізвище князів Красінських, а 28 липня 1935 року — світлійших князів Романовських-Красінських.

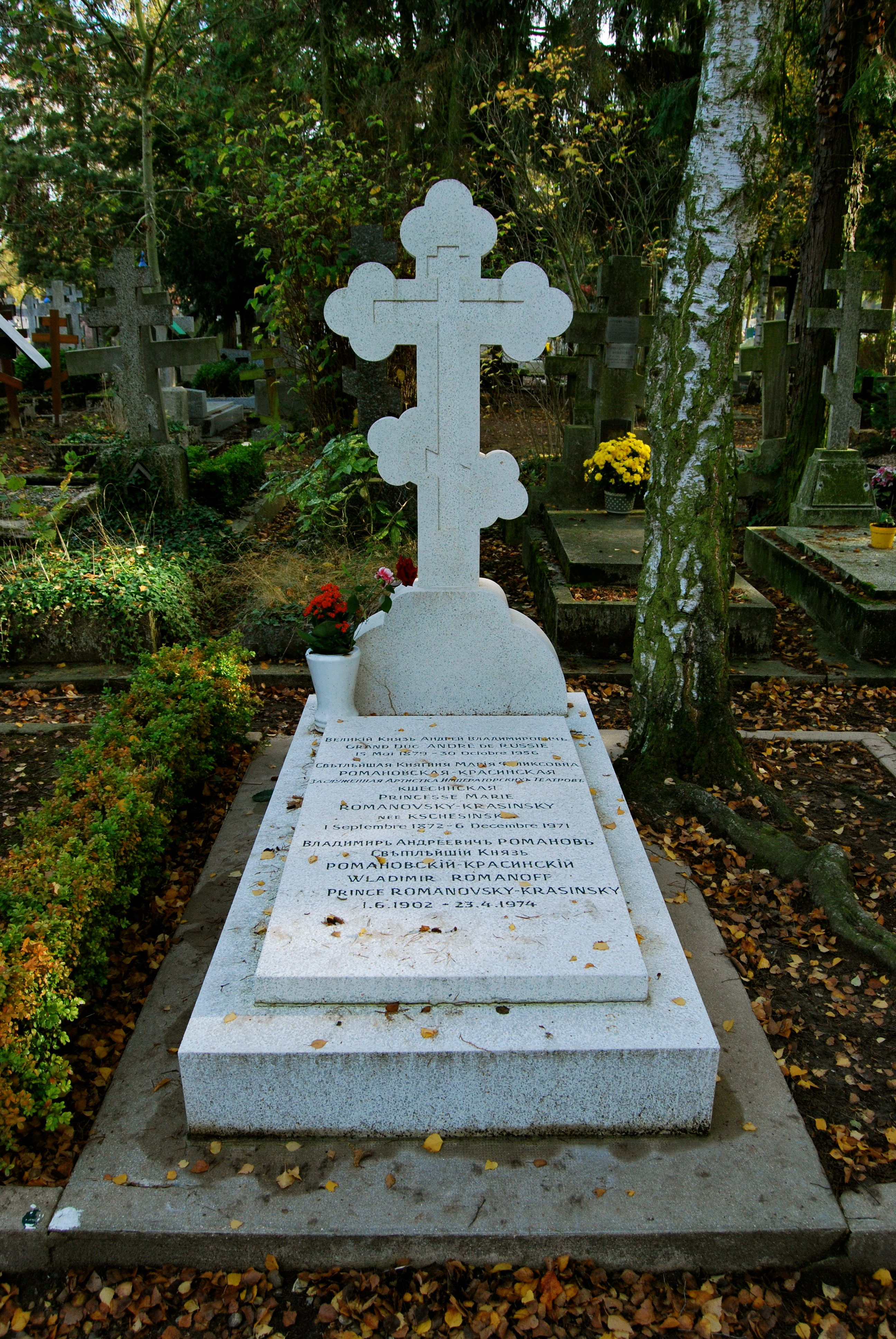
Могила Андрія Володимировича, Матильди Кшесінської та Володимира Красінського на цвинтарі Сент-Женевьєв-де-Буа.

Матильда Кшесінська померла 5 грудня 1971 року, не доживши декілька місяців до сторіччя. Похована на цвинтарі Сент-Женевьєв-де-Буа під Парижем в одній могилі з чоловіком та сином. На пам'ятнику епітафія: «Світлійша княгиня Марія Феліксівна Романовська-Красінська, заслужена артистка імператорьских театрів Кшесінська». Дід балерини — Іван-Фелікс (1770—1876) — також був довгожителем, проживши 106 років.
Внучата племінниця Матильди Кшесінської, онука Ю. К. Севенарда Елеонора Севенард у 2017 році прийнята до балетної трупи Большого театру.
Адреси Матильди Кшесінської у Санкт-Петербурзі:
- 1892—1906 — Англійський проспект, 18;
- 1906 — березень 1917 року — Особняк Кшесінської — Велика Дворянська вулиця (нині — вулиця Куйбишева), 2;
- березень — липень 1917 — квартира П. Н. Володимирова — Олексіївська вулиця, 10.

Під час Першої світової війни, коли війська Російської імперії сильно страждали від нестачі снарядів, верховний головнокомандуючий великий князь Миколай Миколайович стверджував, що безсилий щось вдіяти з артилерійським відомством, тому що Матильда Кшесінська впливає на артилерійські справи і бере участь у розподілі замовлень між різними фірмами:162.

### Еміграція
Влітку 1917 року назавжди поїхала з Петрограду, спершу до Кисловодську, а у 1919 році до Новоросійську, звідки разом з сином відпливла за кордон.
Невдовзі після перевороту, коли Сергій Михайлович повернувся зі Ставки та був звільнений з посади, що займав, він запропонував Кшесінській шлюб. Проте, як пише вона у мемуарах, вона йому відмовила через Андрія.

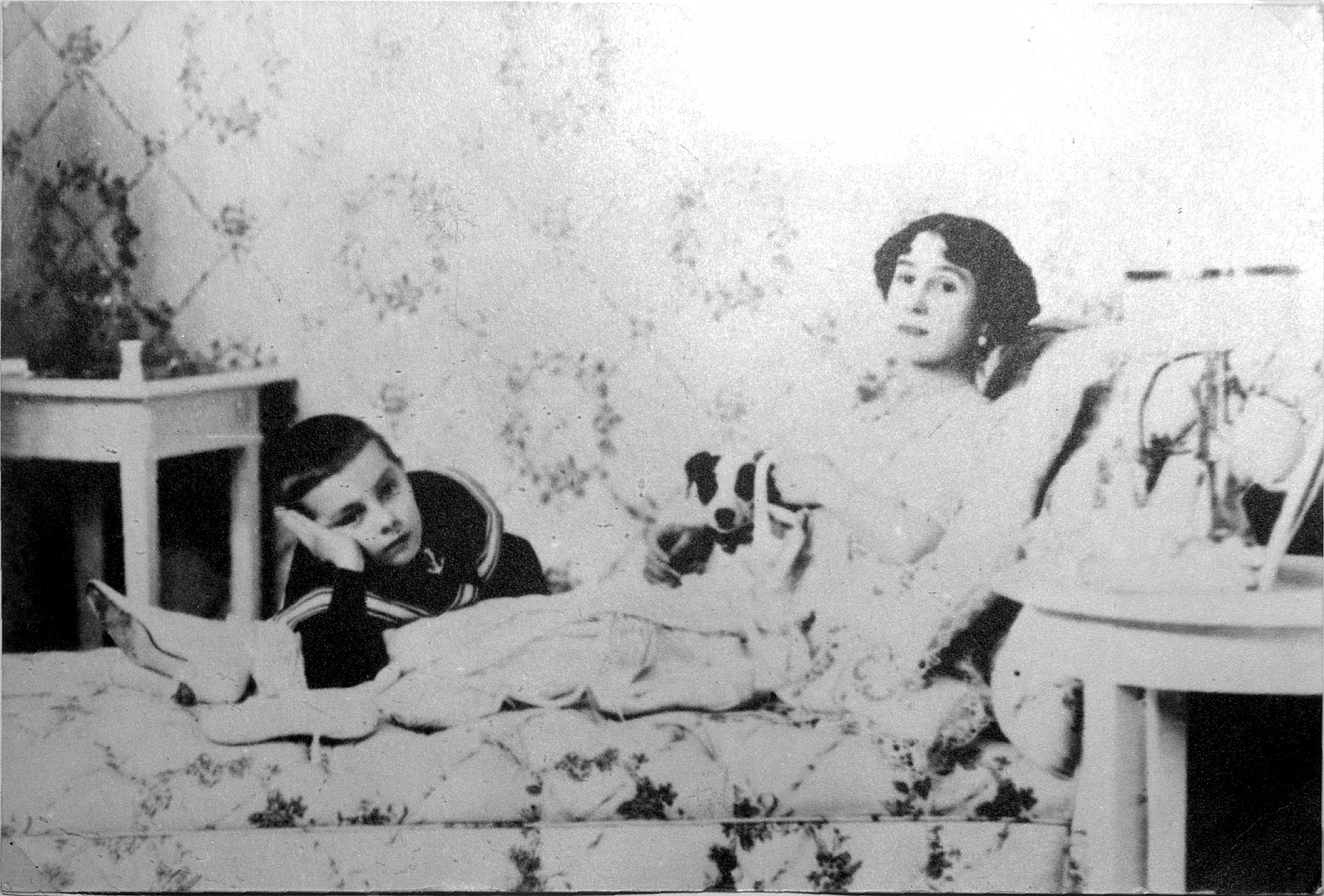
Матильда Кшесінська з сином

Після лютого 1917 року Кшесінська, що втратила дачу та втекла зі знаменитого Особняка Кшесінської, поневірялася чужими квартирами. Вона вирішила вирушити до Андрія Володимировича, що знаходився у Кисловодську. 13 липня 1917 року Кшесінська з сином полишила Петербург, прибувши до Кисловодську потягом 16 липня. Андрій з матір'ю великою княгинею Марією Павлівною та братом Борисом займав окремий будинок. На початку 1918 року до Кисловодську «докотилася хвиля більшовизму». У Кисловодську Володимир поступив до місцевої гімназії та успішно завершив її.
Після революції Андрій з матір'ю та братом Борисом жив у Кисловодську (туди ж приїхала Кшесінська з сином Володимиром). 7 серпня 1918 року брати були заарештовані й перевезені до П'ятигорську, проте за день відпущені під домашній арешт. 13 числа Борис, Андрій та його ад'ютант полковник Кубе втекли у гори, в Кабарду, де й переховувалися до 23 вересня. Кшесінська в підсумку опинилася з сином, родиною сестри та балериною Зінаїдою Рашевською (майбутньою дружиною Бориса Володимировича) й іншими біженцями, котрих було близько сотні, у Баталпашинській (з 2 по 19 жовтня), звідки караван під охороною висунувся до Анапи, де вирішила влаштуватися велика княгиня Марія Павлівна, що їхала під конвоєм. У Туапсе всі сіли на пароплав «Тайфун», котрий доправив всіх до Анапи. Там Володимир захворів віспою-іспанкою, та його вилікували. У травні 1919 року усі повернулися до Кисловодську, котрий вважали звільненим, де залишалися до кінця 1919 року, відбувши звідти після тривожних новин до Новоросійську. Біженці їхали на потязі з 2-х вагонів, де велика княгиня Марія Павлівна їхала у вагоні 1-го класу зі своїми знайомими та оточенням, а Кшесінська з сином — у вагоні 3-го класу.
У Новоросійську прожили 6 тижнів просто у вагонах, до того ж навколо лютував сипний тиф. 19 лютого (3 березня) 1920 року відпливли пароплавом «Семираміда» італійського «Трієстіно-Ллойд». У Константинополі вони отримали французькі візи.
12 (25) березня 1920 року родина прибула до Кап-д'Ай, де 48-річній Кшесінській належала вілла. Її старший брат Іосиф лишився в Росії, продовжував працювати у Кіровському театрі та помер під час блокади Ленінграду у 1942 році.
У 1929 році відкрила власну балетну студію у Парижі. Серед її учениць була «бебі-балерина» Тетяна Рябушинська. Під час занять Кшесинська була тактовна, вона ніколи не підвищувала голосу на своїх учнів.
У еміграції за участю чоловіка написала мемуари, видані у 1960 році в Парижі французькою. Перше російське видання російською мовою відбулося лише у 1992 році.

## Артистична кар'єра
У 1890 році закінчила Імператорське театральне училище, де її педагогами були Лев Іванов, Християн Йогансон і Катерина Вазем. Після закінчення школи прийнята в балетну трупу Маріїнського театру, де спочатку танцювала як Кшесінська 2-га. Танцювала на імператорській сцені з 1890 по 1917. Танцювала у балетах Маріуса Петіпа та Льва Іванова: фея Драже у «Лускунчику», Пахіта в однойменному балеті, Одета-Оділія у «Лебединому озері», Нікія у «Баядерці». У 1896 році отримала статус прима-балерини імператорських театрів (попри те, що головний балетмейстер Петіпа не підтримував її висування на вершину балетної ієрархії).
Щоб доповнити м'яку пластику та виразні руки, притаманні російській балетній школі, чіткою та віртуозною технікою ніг, що нею досконало володіла італійська школа, з 1898 року брала приватні уроки у відомого педагога Енріко Чеккетті. Перша серед російських танцівниць виконала на сцені 32 фуете поспіль — трюк, котрим до цього російську публіку дивували лише італійки, зокрема, Емма Бессон та П'єріна Леньяні. Не дивно, що, повертаючи до репертуару свої популярні балети, Маріус Петіпа, поновлюючи їх, часто змінював хореографічний текст головних партій, розраховуючи на фізичні здатності балерини та її сильну техніку.
У «Пробудженні Флори», показаному у 1894 році у Петергофі з приводу шлюбу великої княгині Ксенії Олександрівни й великого князя Олександра Михайловича, Кшесінська мала головну партію богині Флори. Задля бенефісу Кшесінської в Ермітажному театрі у 1900 році Маріус Петіпа поставив «Арлекінаду» та «Пори року». У тому ж році балетмейстер поновив спеціально для неї «Баядерку», що щезла зі сцени після того, як пішла Вазем. Також Кшесінська була головною виконавицею у двох провальних виставах — балеті «Дочка Мікадо» Лева Іванова й останньому творі Петіпа «Чарівне дзеркало», де балетмейстер поставив для неї та Сергія Легата чудовий pas d'action, у котрому в оточенні прима-балерини на прем'єрі були такі соліст(к)и, як Ганна Павлова, Юлія Сєдова, Михайло Фокін та Михайло Обухов.
Брала участь у літних виставах Красносільського театру, де, наприклад, у 1900 році танцювала полонез з Ольгою Преображенською, Олександром Ширяєвим та іншими артистами та класичне па-де-де Лева Іванова з Миколою Легатом. Творчій індивідуальності Кшесинської була притаманна глибока драматична обробка ролей (Аспіччія, Есмеральда). Хоча вона й була академічною балериною, одначе брала участь у постановках хореографа-новатора Михайла Фокіна «Евніка» (1907), «Метелики» (1912), «Ерос» (1915).
В 1904 році Кшесінська звільнилась з театру за власним бажанням, і після прощавального бенефісу з нею було укладено контракт на разові виступи — спочатку зі сплатою по 500 карбованців за кожен виступ, з 1909 року — по 750.
Кшесінська була знана умінням влаштовувати кар'єру та відстоювати свої позиції. Певною мірою саме вона стала причиною того, що з театру пішов князь Волконський: після відмови відновити для Кшесінської старовинний балет «Катарина, дочка розбійника», він був вимушений подати у відставку з посади директора Імператорських театрів (згідно спогадам самої балерини, видимим приводом до конфлікту стали фіжми костюму для російського танцю з балету «Камарго»).
У 1911 році Кшесінська брала участь у «Російських сезонах» в Лондоні. Дягілєв пішов на контакт зі «своїм запеклим ворогом» в надії вирішити свої проблеми в російській столиці: за допомоги впливу та зв'язків балерини він мав намір добитися можливості виступити зі своєю антрепризою у Петербурзі й отримати відстрочку військової служби для Ніжинського, що став військовозобов'язаним. В обмін на обіцянку «посприяти» Кшесінська була запрошена танцювати під час лондонського сезону 1911 року (балерину цікавив саме Лондон, де традиційно збиралася вища аристократія — на відміну від Парижу, що був центром артистичного життя). Для її виступів було обрано «Лебедине озеро» — зокрема тому, що Дягілєв хотів отримати доступ до декорацій балету, що належали їй.
Балерина стала посередницею Дягілєва у його перемовинах з директором Імператорських театрів Теляковським з приводу оренди Михайлівского театру на сезон 1912 року. Останній відреагував на цей альянс із роздратуванням: «Час від часу не легше. Кшесінська злигалася тепер з Дягілєвим». Спроби владнати справи за допомогою Кшесінської повністю провалилися. Дягілєв був такий злий на неї з-за Ніжинського, що його слуга Василь насправді пропонував йому отруїти балерину.

### Репертуар
- 1892 — принцеса Аврора, «Спляча красуня» Маріус Петіпа
- 1894 — Флора*, «Пробудження Флори» Маріус Петіпа і Лев Іванов
- 1896 — Млада, «Млада» на музику Минкуса, хореографія Лева Іванова та Енріко Чекетті, поновлення Маріус Петіпа
- 1896 — богиня Венера, «Астрономічне па» з балету «Синя борода», хореографія Маріус Петіпа
- 1896 — Ліза, «Тщетная предосторожность» Маріус Петіпа та Лева Іванова
- 1897 — богиня Фетида, «Фетида и Пелей» Маріус Петіпа
- 1897 — королева Низия, «Цар Кандавл» Маріус Петіпа
- 1897 — Готару-Гиме*, «Дочь Микадо» Лева Іванова
- 1898 — Аспіччія, «Дочка фараона» Маріус Петіпа
- 1899 — Есмеральда «Есмеральда» Жуля Перро у новій редакції Маріус Петіпа
- 1900 — Колос, царица лета*, «Времена года» Маріус Петіпа
- 1900 — Коломбіна*, «Арлекинада» Маріус Петіпа
- 1900 — Ніквя, «Баядерка» Маріус Петіпа
- 1901 — Ріголетта*, «Риголетта, паризька модистка» Енріко Чекетті (добродійний спектакль у залі Офіцерського зібрання на Літейному проспекті)
- 1903 — Принцеса*, «Чарівне дзеркало» Маріус Петіпа
- 1907 — Евніка*, «Евніка» Михайла Фокіна (Актея — Анна Павлова, Петроній — Павло Гердт; виступала лише на прем'єрі)
- 10 березня 1912 — Метелик*, «Метелики» Михайла Фокіна (П'єро — Михайло Фокын; добродійний спектакль Літературного фонду)
- 28 листопада 1915 — Дівчина*, «Ерос» Михайла Фокіна (Юноша — Анатолій Вільтзак, Ерос — Пётр Владимиров, Ангел — Фелія Дубровска): (*) — перша виконавиця партії.

## Твори
- Кшесинская М. {{{Заголовок}}}. — 25000 прим. — ISBN 5-87334-066-8.
- Matilda Kshessinskaya. Dancing in Petersburg. — L., 1960, 1973.(англ.)
- S.A.S. la Princesse Romanovsky-Krassinsky. Souvenirs de la Kschessinska: Prima ballerina du Théâtre impérial de Saint-Pétersbourg (Reliure inconnue). — P., 1960. (фр.)

## Пам'ять

### Белетристика
Матильда Кшесінська є персонажкою наступних літературних творів:
- В. С. Пикуль. Нечистая сила. Политический роман. — Фрунзе: Кыргызстан, 1991.
- Борис Акунин. Коронация. — М.: Захаров, 2002.
- Геннадий Седов. {{{Заголовок}}}. — ISBN 5-7516-0568-3.
- Т. Бронзова. Матильда. Любовь и танец. — Бослен, 2013

### У кіно
- «Матильда Кшесинская. Фантазии на тему» (1993; фрагменти партій з репертуару балерини — у виконанні Юлії Махаліної).
- «Звезда империи» — російський чотирьохсерійний фільм 2007 року[19]; У ролі Кшесінскої — Вікторія Садовська-Чілап
- «Матильда» (2017, реж. Олексій Учитель) про стосунки Матильди Кшесінської та цісаревича Миколи Олександровича. Роль Кшесінскої виконала польська акторка Міхаліна Ольшанська. Ще до виходу на екрани фільм став об'єктом жорсткої полеміки.